# 喜田哲弘
喜田 哲弘（きだ てつひろ、1953年6月19日 - ）は、日本の実業家。生命保険3社を傘下におく金融持株会社のT&Dホールディングス代表取締役会長。

## 略歴
大阪府富田林市出身。大阪府立高津高等学校を経て、慶應義塾大学法学部卒業。1976年（昭和51年）大同生命保険入社。1999年（平成11年）企画部長、翌2000年7月、取締役。2003年常務取締役。2010年（平成22年）代表取締役社長。2015年（平成27年）4月、大同生命などの持株会社T&Dホールディングスの代表取締役社長、同年藍綬褒章受章。2018年（平成30年）4月、代表取締役会長。2020年6月、T&Dホールディングス顧問。

## 人物
経営企画部門、人事関係などを経て、大同生命と太陽生命保険、東京生命保険（現T&Dフィナンシャル生命保険）の3生保の統合（2004年T&Dホールディングス設立）に尽力した。
好きな言葉の一つが、「出迎え三歩、見送り七歩」で、「お客様がお帰りになる際、お迎えした場所よりさらに先までお見送り」し感謝する、「古き良き日本人の心を表した言葉」としている。

### 大同生命の創業者と「あさが来た」の縁
喜田は期せずして、大同生命の創業者の女性実業家広岡浅子と縁がある。2002年（平成14年）企画部長として大同生命100周年事業を指揮し、社史を編纂の際、浅子と嫁ぎ先の豪商加島屋に着目する。「明治時代にあれほどの実績を残した女性は他にいない」「加島屋をはじめとする江戸時代の大坂商人の『知恵と実力』にもあらためて感銘を受けた」として、110周年事業の際、大同生命社長として、浅子の生涯をまとめた『小説 土佐堀川』（1988年、古川智映子著）を「復刻してもらうのに尽力」したり、浅子と加島屋に関する特別展を大阪本社で開いたりした。
その頃、『産経新聞』で広岡浅子を取り上げた「九転十起の女」が連載されて話題となり、『小説 土佐堀川』を原案としてNHKの連続テレビ小説『あさが来た』の脚本が書かれるなど、『あさが来た』ブームとなる。
この縁について、喜田は「浅子と出会った頃の想いがこのような形で実を結び、大変うれしく思っています」と述べている。